# Universe Sandbox
Universe Sandbox — интерактивная программа, моделирующая гравитационное взаимодействие и физические свойства космических тел, разработанная издательством Giant Army как проприетарное программное обеспечение. Используемые законы физики позволяют реалистично визуализировать воздействие силы тяжести, деформацию, агрегатные состояния веществ на поверхности, эволюцию звёзд и другие астрономические явления. Пользователь имеет возможность контролировать время, параметры пространства, редактировать и добавлять объекты во время симуляции, такие как сгенерированные и настоящие планеты, их спутники, звёзды, чёрные дыры, галактики.
Universe Sandbox работает на Windows (Windows XP и новее), macOS (OS X 10.9 Mavericks и новее), Linux (рекомендован Ubuntu, версии 12.04 и новее). Из платформ виртуальной реальности Universe Sandbox VR поддерживает HTC Vive, SteamVR, Oculus и Windows Mixed Reality. В 2018 году была добавлена поддержка более 20 языков (в том числе русского) с возможностью улучшения перевода пользователями и планируется выпуск версии для мобильных устройств.Также в некоторых школах планируют использовать эту программу для обучения детей астрономии.

## Разработка

### Universe Sandbox Legacy
В 2007 году Ден Диксон (Dan Dixon), имевший опыт создания симулятора гравитации за 15 лет до этого, начал разработку Universe Sandbox. Первая версия вышла 1 мая 2008 года и выходили последующие обновления. В то время программа значительно отличалась от нынешней, начиная с того, что тела не могли сталкиваться, только соприкасаться и двигаться вместе.
1 мая 2010 года вышло крупное обновление v2.0. С версии v2.1 Universe Sandbox появилась в Steam, а следующее обновление v2.2 в октябре 2012 года стало последним для этой ветви. В то время велась параллельная разработка Universe Sandbox ². Впоследствии оригинальную Universe Sandbox переименовали в Universe Sandbox Legacy, период до v2.0 — в Legacy Phase 1, а после — в Legacy Phase 2. Такое решение было принято во избежание путаницы, ведь с прежней структурой версий Universe Sandbox ² должна была бы быть третей.

### Universe Sandbox ²
Релиз полностью переделанной программы состоялся 27 ноября 2013 года, и до апреля 2017 регулярно выходили Alpha-версии. Последующие версии, начиная с Update 20.0, стали называться обновлениями. По сравнению с Universe Sandbox Legacy, в изначальной Universe Sandbox ² значительно улучшили столкновения и графику, ускорили расчёты и добавили новые возможности (например, звёздную эволюцию).
С версии Alpha 16 Universe Sandbox ² появилась в Steam, а с обновления Update 22 стало возможным использовать внутреннюю площадку Steam Workshop. Поддержка платформ виртуальной реальности HTC Vive и SteamVR началась с версии Alpha 18.3, вышедшей в апреле 2016 года; поддержка платформы Oculus появилась с декабря 2017 года, вместе с версией Update 20.3.1. Поддержка Windows Mixed Reality была добавлена 2 августа 2018 года в версии Update 21.2.
| Список версий 2013—2014 гг. | Список версий 2013—2014 гг. | Список версий 2013—2014 гг. |
| Версия                      | Дата                        |                             |
| --------------------------- | --------------------------- | --------------------------- |
| Alpha 0                     | 27 ноября 2013              |                             |
| Alpha 1                     | 4 декабря 2013              |                             |
| Alpha 2                     | 13 декабря 2013             |                             |
| Alpha 3                     | 24 декабря 2013             |                             |
| Alpha 4                     | 22 января 2014              |                             |
| Alpha 5                     | 6 марта 2014                |                             |
| Alpha 6                     | 22 марта 2014               |                             |
| Alpha 7                     | 20 июня 2014                |                             |
| Alpha 7.3                   | 24 июня 2014                |                             |
| Alpha 8                     | 6 августа 2014              |                             |
| Alpha 8.1                   | 8 августа 2014              |                             |
| Alpha 8.2                   | 10 августа 2014             |                             |
| Alpha 8.3                   | 11 августа 2014             |                             |
| Alpha 9                     | 22 августа 2014             |                             |
| Alpha 9.1                   | 23 августа 2014             |                             |
| Alpha 9.2                   | 24 августа 2014             |                             |
| Alpha 10                    | 25 августа 2014             |                             |
| Alpha 10.1                  | 28 августа 2014             |                             |
| Alpha 11                    | 18 сентября 2014            |                             |
| Alpha 11.1                  | 19 сентября 2014            |                             |
| Alpha 11.2                  | 22 сентября 2014            |                             |
| Alpha 11.3                  | 2 октября 2014              |                             |
| Alpha 12                    | 30 октября 2014             |                             |
| Alpha 12.1                  | 6 ноября 2014               |                             |

| Список версий 2015—2016 гг. | Список версий 2015—2016 гг. | Список версий 2015—2016 гг.         |
| Версия                      | Дата                        | Название                            |
| --------------------------- | --------------------------- | ----------------------------------- |
| Alpha 13                    | 5 февраля 2015              |                                     |
| Alpha 13.1                  | 6 февраля 2015              |                                     |
| Alpha 14                    | 26 февраля 2015             |                                     |
| Alpha 14.1                  | 1 марта 2015                |                                     |
| Alpha 15                    | 19 июня 2015                |                                     |
| Alpha 15.1                  | 26 июня 2015                |                                     |
| Alpha 15.2                  | 9 июля 2015                 |                                     |
| Alpha 15.9                  | 21 августа 2015             |                                     |
| Alpha 16                    | 24 августа 2015             | Steam Early Access Release          |
| Alpha 16.1                  | 12 сентября 2015            | Post-Launch Bug Fixes               |
| Alpha 16.2                  | 11 октября 2015             | More Post-Launch Bug Fixes          |
| Alpha 17                    | 16 ноября 2015              | Star Glows & the Likelihood of Life |
| Alpha 18                    | 22 декабря 2015             | Much Faster Physics                 |
| Alpha 18.1                  | 8 января 2016               | Faster Physics for Mac & Linux      |
| Alpha 18.2                  | 21 января 2016              | Planet Nine                         |
| Alpha 18.3 VR 6             | 5 апреля 2016               | VR Launch Release                   |
| Alpha 19                    | 8 ноября 2016               | Disintegration Update               |
| Alpha 19.1                  | 18 ноября 2016              |                                     |
| Alpha 19.2                  | 24 ноября 2016              | ThanksGIFing Update                 |
| Alpha 19.3                  | 2 декабря 2016              | E-Z Supernova Update                |
| Alpha 19.4                  | 21 декабря 2016             | Juno & the Return of Craters        |

| Список версий 2017—2018 гг. | Список версий 2017—2018 гг. | Список версий 2017—2018 гг.                          |
| Версия                      | Дата                        | Название                                             |
| --------------------------- | --------------------------- | ---------------------------------------------------- |
| Alpha 19.5                  | 2 февраля 2017              | Prettier Moons & Bug Fixes                           |
| Alpha 19.6                  | 23 февраля 2017             | TRAPPIST-1 & the Seven Planets                       |
| Alpha 19.7                  | 19 апреля 2017              | Voyager & Two Icy Moons                              |
| Update 20                   | 22 июня 2017                | A New Foundation & VR 2.0                            |
| Update 20.1                 | 14 августа 2017             | Total Solar Eclipse                                  |
| Update 20.2                 | 14 сентября 2017            | Ciao, Cassini                                        |
| Update 20.3                 | 21 ноября 2017              | A New Exoplanet & Interstellar Messenger             |
| Update 20.3.1               | 7 декабря 2017              | Oculus Store Launch                                  |
| Update 20.4                 | 21 декабря 2017             | Scales & Scholars                                    |
| Update 20.5                 | 7 марта 2018                | They Put a Car in Space, We Upgraded Our Engine      |
| Update 20.6                 | 15 марта 2018               | More Super Supernovae                                |
| Update 20.7                 | 24 мая 2018                 | This Hyperbolic Update Will Change Your Life         |
| Update 21                   | 19 июля 2018                | 20 Earth Languages & 12 Jovian Moons                 |
| Update 21.1                 | 21 июля 2018                |                                                      |
| Update 21.2                 | 2 августа 2018              | Windows Mixed Reality Support                        |
| Update 21.3                 | 4 октября 2018              | The Extremes of Our Solar System                     |
| Update 22                   | 15 ноября 2018              | The Universe Just Got Bigger: Steam Workshop Support |
| Update 22.1                 | 20 декабря 2018             | Far Out                                              |

### Universe Sandbox
С конца 2018 и начала 2019 разработчики начали постепенно убирать «²» из своего логотипа. Окончательное объявление было сделано в начале мая 2019, среди причин указывается упрощение произношения, написания и устранения восприятия как завершённого продукта.
Последняя версия, Update 34.1, вышла 6 марта 2024 года.
| Список версий 2019—2021 гг. | Список версий 2019—2021 гг. | Список версий 2019—2021 гг.                  |
| Версия                      | Дата                        | Название                                     |
| --------------------------- | --------------------------- | -------------------------------------------- |
| Update 22.2                 | 10 апреля 2019              | Revamped Vapor & Engine Experiments          |
| Update 22.3                 | 30 мая 2019                 | A Big Day for Physics                        |
| Update 23                   | 25 июня 2019                | Beyond the Milky Way                         |
| Update 23.1                 | 20 августа 2019             | Galactic Clean-Up                            |
| Update 23.2                 | 1 ноября 2019               | Saturn’s New Moons                           |
| Update 24                   | 22 ноября 2019              | Surface Grids & Lasers                       |
| Update 24.1                 | 19 декабря 2019             | The Color in Space                           |
| Update 25                   | 13 марта 2020               | I Like My Heat Tidal                         |
| Update 25.1                 | 20 апреля 2020              | Light It Up                                  |
| Update 25.2                 | 2 июля 2020                 | Even More Color in Space                     |
| Update 26                   | 28 октября 2020             | Reimagined Experience — Unified VR & Desktop |
| Update 26.1                 | 20 ноября 2020              | Star Fusion & the Brown Dwarfs               |
| Update 26.2                 | 22 декабря 2020             | Ending 2020 with a Bang                      |
| Update 26.3                 | 24 февраля 2021             | Splish, Splash, Filling a Bath               |
| Update 27                   | 17 июня 2021                | Fast & Flurrious                             |
| Update 27.1                 | 22 июня 2021                | Clouds in Motion                             |
| Update 27.2                 | 2 августа 2021              | Atmospheric Adjustments                      |
| Update 28                   | 24 сентября 2021            | Codename: Fire Ring                          |
| Update 28.1                 | 29 октября 2021             | My Eyes: the Space Goggles Do Nothing        |
| Update 28.2                 | 24 ноября 2021              | Starlite Starbite                            |

## Телевидение
Universe Sandbox была использована в нескольких симуляциях столкновения галактик в одном из фильмов серии «Космические столкновения». Премьера состоялась 28 января 2009 года на Discovery Channel.

## Продажи
Летом 2018 года, благодаря уязвимости в защите Steam Web API, стало известно, что точное количество пользователей сервиса Steam, которые запускали программу хотя бы один раз, составляет 752 402 человека.